# Supí vrch (Ralská pahorkatina)
Supí vrch (434 m) je vrch v okrese Mělník Středočeského kraje v Chráněné krajinné oblasti Kokořínsko – Máchův kraj. Leží asi 1 km jihovýchodně od Osinalic, na katastrálním území Střezivojice, Dobřeň a Vidim.

## Název
Vrchol se v minulosti nazýval Supí hora. Používání tohoto názvu je doloženo ještě na státní mapě z roku 2000.

## Geomorfologické zařazení
Vrch náleží do celku Ralská pahorkatina, podcelku Dokeská pahorkatina, okrsku Polomené hory, podokrsku Kokořínská vrchovina a Střezivojické části.

## Přístup
Nejbližší dojezd automobilem je do Osinalic. Ze západní strany obkružuje vrch žlutá turistická značka. Ze stezky se dá na několika odbočkách, např. u rozcestníku Pod Supí horou, zahnout na východ na Střezivojice a vystoupat až na vrchol.